# کاترین پرسکات
کَترین "کَت" پرِسکات (به انگلیسی: Kathryn "Kat" Prescott) (زاده ۴ ژوئن ۱۹۹۱) بازیگر انگلیسی است که بیشتر بخاطر ایفای نقش فیچ در مجموعه‌ای در گونه درام نوجوانان با نام اسکینز شهرت دارد.

## فیلم‌شناسی
| سال             | فیلم                      | نقش           | توضیحات                                                       |
| --------------- | ------------------------- | ------------- | ------------------------------------------------------------- |
| ۲۰۰۸            | پزشکان                    | اِیمی ویلکاکس  | "Dare, Double Dare, Truth"                                    |
| ۲۰۰۹–۲۰۱۰، ۲۰۱۳ | اسکینز                    | امیلی فیچ     | Main cast member seasons 3 & 4; Series 7, episode 1-2, “Fire” |
| ۲۰۱۰            | گُت                        | کِیتی          | پایلِت                                                         |
| ۲۰۱۱            | مُنرُو                      | جنیفر         | مجموعه تلویزیونی، قسمت 1x04                                   |
| ۲۰۱۱            | مرگبار                    | میشِل          | فیلم (نقش اصلی)                                               |
| ۲۰۱۱            | نمایش خوب و قشنگ لی نِلسون | دختر باردار   | مجموعه تلویزیونی، قسمت 2x02                                   |
| ۲۰۱۱            | شمارش معکوس               | کِلی           | فیلم کوتاه                                                    |
| ۲۰۱۲            | عکس سه قاب                | کِیت           | فیلم (نقش اصلی)                                               |
| ۲۰۱۲            | جراحات                    | روبی          | مجموعه تلویزیونی، "وظیفه مراقبت"                              |
| ۲۰۱۲            | تیمارستان                 | کَس            | مجموعه تلویزیونی، episode 2x02                                |
| ۲۰۱۳            | انسان بودن                | ناتاشا        | مجموعه تلویزیونی، "بی دقتی، مسئولیت‌پذیری برای همه چیز"        |
| ۲۰۱۳            | تُفاله‌ها                   | زُو            | فیلم کوتاه                                                    |
| ۲۰۱۴            | حکومت                     | پِنِلوپی        | مجموعه تلویزیونی                                              |
| ۲۰۱۴            | در جستجوی کارتر           | کارتر استیوِنس | مجموعه تلویزیونی                                              |
| ۲۰۱۸            | پولاروید                  |               | فیلم                                                          |
| ۲۰۱۸            | رفیق                      | کلویی دنیلز   | فیلم                                                          |
| ۲۰۱۷            | تا استخوان                |               | فیلم                                                          |

| سال  | ترانه        | هنرمند         | نقش             | توضیحات |
| ---- | ------------ | -------------- | --------------- | ------- |
| ۲۰۱۳ | "علامت بوسه" | د میدنایت بیست | دوستِ دختر زامبی |         |